# Mother of George
Mother of George é um filme nigério-estadunidense de 2013, do gênero drama, dirigido por Andrew Dosunmu.

## Sinopse
Adenike e Ayodele, é um casal nigeriano que vive no Brooklyn e está tendo dificuldades para conceber uma criança, um problema que desafia as expectativas culturais e leva Adenike tomar uma decisão que pode salvar ou destruir sua família.

## Elenco
- Isaach De Bankolé ... Ayodele Balogun
- Danai Gurira ... Adenike Balogun
- Yaya Alafia ... Sade Bakare (Yaya DaCosta)
- Anthony Okungbowa ... Biyi Balogen
- Bukky Ajayi ... Ma Ayo Balogun
- Angélique Kidjo ... Ma Nike

## Recepção
Com índice de aprovação de 92% o Rotten Tomatoes chegou ao consenso: "Leva algum tempo para se acostumar com o estilo do diretor Andrew Dosunmu, mas Mother of George compensa com atuações poderosas, um script pensativo e efeitos visuais deslumbrantes."
Em sua crítica para o Boston Globe, Peter Keough declarou que o filme "não é o seu dilema todos os dias, mas como representado neste melodrama luxuosamente detalhado e apaixonadamente realizado, os costumes e tradições deste grupo sequestrado, raramente retratados assumem uma relevância mais ampla."